# Benedetta Scuderi
Benedetta Scuderi (ur. 8 września 1991 w Agropoli) – włoska polityczka, deputowana do Parlamentu Europejskiego X kadencji.

## Życiorys
Uzyskała magisterium w zakresie zrównoważonego rozwoju i energii na Uniwersytecie Bocconiego oraz z polityki publicznej na University College London. Pracowała jako konsultantka do spraw zrównoważonego rozwoju. W 2019 dołączyła do Federacji Zielonych, współtworzyła partyjną organizację młodzieżową. W 2022 objęła funkcję jednego z dwojga rzeczników Federacji Młodych Zielonych Europejskich.
W 2024 z ramienia lewicowej koalicji AVS została posłanką do Europarlamentu X kadencji.